# Milan-Rapallo
Milan-Rapallo (en italien : Milano-Rapallo) est une course cycliste italienne disputée au mois de septembre. Créée en 1946, elle est organisée par la Société cycliste Geo Davidson.  
Cette épreuve est inscrite au calendrier national de la Fédération cycliste italienne. Elle est ouverte  aux coureurs espoirs (moins de 23 ans) et élites.

## Histoire
La première édition de Milan-Rapallo a lieu le 15 septembre 1946. Elle est créée en l'honneur de George (Geo) Davidson, cycliste écossais de naissance mais habitant de Rapallo (la famille a déménagé en Italie en 1873). Sportif et philanthrope, après avoir obtenu une série de succès importants au niveau compétitif, tant au niveau régional que national, dont la victoire du Championnat d'Italie centrale et méridionale (1884), du Grand Prix International de Course Duc de Gênes (1885), du Championnat d'Italie (1886-1887) et du Championnat de vitesse de Ligurie (pendant six années consécutives), Davidson a longtemps occupé le poste de président de l'Unione Velocipedistica Italiana (ex Fédération cycliste italienne), encourageant notamment le cyclisme chez les jeunes.
Au fil du temps, le test est devenu l'un des événements les plus attendus dans le domaine amateur, notamment au niveau régional. Dans l'histoire de la course, Adriano Zamboni (1957), Francesco Moser (1972), Enrico Battaglin (2010) et Giulio Ciccone (2015), entre autres, sont tous passés au professionnalisme et ont brillé sur le Tour d'Italie. L'édition 2016, bien qu'initialement programmée, n'a pas eu lieu pour des raisons économiques et bureaucratiques, qui se sont poursuivies jusqu'en 2018. En 2019, l'organisation de la course a repris avec la 58e édition, le 6 octobre.
À noter qu'aucun coureur ne s'y est imposé plus d'une fois.

## Parcours
Le Milan-Rapallo se dispute sur un parcours de 206 kilomètres au total (en dérogation au règlement international qui prévoit la limite de 175 km pour la catégorie Élite / Moins de 23 ans). À partir de 2010, la course commence à Gaggiano, dans la province de Milan, puis continue vers la Ligurie à travers les provinces de Pavie, d'Alexandrie et de Gênes. La course se caractérise par une altitude particulière : elle part de la plaine puis atteint le col de la Scoffera, à 674 mètres d'altitude, puis descend par le tunnel de Boasi le long du Val Fontanabuona (it) jusqu'à la ligne d'arrivée volante de Chiavari ; de là, toujours en montée, vers Le Grazie (185 m au-dessus du niveau), se terminant finalement à l'arrivée sur le Lungomare Vittorio Veneto à Rapallo. 

## Palmarès
| Année     | Vainqueur              | Deuxième                 | Troisième             |
| --------- | ---------------------- | ------------------------ | --------------------- |
| 1946      | Italo De Zan           | Alfredo Pasotti          | Andrea Carrea         |
| 1947      | Umberto Drei           | Paolo Catastini          | Ettore Milano         |
| 1948      | Enzo Nannini           | Dino Rossi               | Pietro Giudici        |
| 1949      | Giuseppe Minardi       | Eraldo Giganti           | Rinaldo Moresco       |
| 1950      | Mario Lorenzotti       | Tranquillo Scudellaro    | Rodolfo Falzoni       |
| 1951      | Franco Arosio          | Oliviero Ceccarelli      | Francesco Lucchesi    |
| 1952      | Emilio Ciolli          | Tito Bianchi             | Umberto Villa         |
| 1953      | Renato Ponzini         | Franco Arosio            | Bruno Maccagnan       |
| 1954      | Aurelio Del Rio (it)   | Carlo Zorzoli (it)       | Fernando Brandolini   |
| 1955      | Dino Bruni             | Lino Grassi (de)         | Franco Arosio         |
| 1956      | Angelo Miserocchi (it) | Roberto Di Credico       | Ezio Salza            |
| 1957      | Adriano Zamboni        | Giacomo Fini             | Giuseppe Cainero (it) |
| 1958-1964 | Non disputé            | Non disputé              | Non disputé           |
| 1965      | Ferruccio Manza        | Antonio Temporin         | Gaetano Baffi         |
| 1966      | Mario Bettazoli        | Tino Conti               | Alberto Della Torre   |
| 1967      | Angelo Corti           | Giovanni Cavalcanti      | Aldo Balasso          |
| 1968      | Franco Vanzin          | Franco Baroni            | Tommaso Giroli        |
| 1969      | Emanuele Bergamo       | Giorgio Ghezzi           | Angelo Davo           |
| 1970      | Gianni Di Lorenzo      | Francesco Livio          | Giuliano Fontana (it) |
| 1971      | Alfiero Di Lorenzo     | Tiziano Giacomini        | Antonio Ottaviano     |
| 1972      | Francesco Moser        | Gianbattista Baronchelli | Serge Parsani         |
| 1973      | Pietro Algeri          | Luciano Rossignoli       | Massimo Tremolada     |
| 1974      | Walter Tabai           | Carlo Zoni               | Luciano Corsi         |
| 1975      | Antonio Bonini         | Flavio Morelli           | Gabriele Porrini      |
| 1976      | Gino Lori (it)         | Francesco Piacezzi       | Alessandro Cardelli   |
| 1977      | Sergio Santimaria      | Giorgio Casati           | Giovanni Bino         |
| 1978-1980 | Non disputé            | Non disputé              | Non disputé           |
| 1981      | Lucio Forasacco        | Enzo Serpelloni          |                       |
| 1982-1983 | Non disputé            | Non disputé              | Non disputé           |
| 1984      | Ivan Gobbi             | Camillo Passera          | Elio Fasola           |
| 1985      | Marco Saligari         | Enrico Pezzetti          | Claudio Brandini      |
| 1986      | Stefano Breme (it)     | Luca Rigamonti           | Mario Scirea          |
| 1987      | Daniele Piccini        | Paolo Ricciuti           | Ettore Pastorelli     |
| 1988      | Giorgio Furlan         |                          |                       |
| 1989      | Stefano Cattai         | Dario Bottaro            | Paolo Lanfranchi      |
| 1990      | Enrico Cecchetto       | Francesco Frattini       | William Chiementin    |
| 1991      | Francesco Frattini     | Maxim Ratnikov           | Gabriele Rampollo     |
| 1992      | Alessandro Baronti     | Enrico Bonetti           | Paolo Fornaciari      |
| 1993      | Gabriele Colombo       | Marco Villa              | Andrea Paluan         |
| 1994      | Claudio Ainardi        | Ivano Zuccotti           | Emanuele Lupi         |
| 1995      | Daniele De Paoli       | Alessandro Pozzi (it)    | Marco Velo            |
| 1996      | Cristiano Andreani     | Simone Mori              | Gino Paolini (it)     |
| 1997      | Christian Auriemma     | Fabio Carlino            | Marco Giroletti       |
| 1998      | Alessandro Guerra      | Massimo Cigana (de)      | Serguei Baradoulin    |
| 1999      | Thomas Pezzoli         | Luigi Giambelli          | Dimitri Dementiev     |
| 2000      | Luca De Angeli         | Dmitry Gaynitdinov       | Luca Barattero        |
| 2001      | Boris Gapych           | Fabio Quercioli          | Cristian Tosoni       |
| 2002      | Aliaksandr Kuschynski  | Simon Gerrans            | Davide Silvestri      |
| 2003      | Non disputé            | Non disputé              | Non disputé           |
| 2004      | Riccardo Riccò         | Denis Shkarpeta          | Alessio Signego (it)  |
| 2005      | Daniele Callegarin     | Alexander Efimkin        | Francesco Tizza       |
| 2006      | Julien Antomarchi      | Enrico Rossi             | Marco Giani           |
| 2007      | Marco Cattaneo         | Pierpaolo De Negri       | Manuele Caddeo        |
| 2008      | Vitaliy Buts           | Luca Benedetti           | Marco Giani           |
| 2009      | Leigh Howard           | Federico Rocchetti       | Gabriele Graziani     |
| 2010      | Enrico Battaglin       | Kristian Sbaragli        | Alfio Locatelli       |
| 2011      | Luigi Miletta          | Luca Santimaria          | Ricardo Pichetta      |
| 2012      | Carmelo Pantò          | Luca Chirico             | Marco Tizza           |
| 2013      | Iuri Filosi            | Luca Benedetti           | Alessio Taliani       |
| 2014      | Luca Sterbini          | Alfio Locatelli          | Stefano Perego        |
| 2015      | Giulio Ciccone         | Elia Zanon               | Marco Tizza           |
| 2016-2018 | Non disputé            | Non disputé              | Non disputé           |
| 2019      | Filippo Fiorelli       | Marco Murgano            | Santiago Buitrago     |
| 2020-2023 | Non disputé            | Non disputé              | Non disputé           |
| 2024      | George Wood            | Matteo Ambrosini         | Lorenzo Nespoli       |